# أل جونسون (مغني)
أل جونسون (بالإنجليزية: Al Johnson)‏ هو مغني أمريكي، ولد في 11 فبراير 1948 في نيوبورت نيوز في الولايات المتحدة، وتوفي في 26 أكتوبر 2013.

## وصلات خارجية
- أل جونسون على موقع ميوزك برينز (الإنجليزية)
- أل جونسون على موقع أول ميوزيك (الإنجليزية)
- أل جونسون على موقع ديسكوغز (الإنجليزية)